# Alpha-gal アレルギー
α-galアレルギー（あるふぁ がる あれるぎー、英: Alpha-gal alergy）は、哺乳類の肉アレルギー（mammalian meat allergy; MMA）としても知られ、ガラクトース-アルファ-1,3-ガラクトース（galactose-alpha-1,3-galactose, alpha-gal, α-gal、アルファガル）に対する反応であり、それによって体は、炭水化物との接触で免疫グロブリンE（IgE）抗体で過負荷になっている 。抗-galは、アルファ-ガラクトシルエピトープ（alpha-galactosyl epitope）と呼ばれる、哺乳類の炭水化物構造galアルファ1-3Galベータ1-4GlcNAc-Rと特異的に相互作用するヒトの天然抗体である。α-gal分子は、類人猿、ヒト、旧世界ザル、を除くすべての哺乳類に存在する。
米国のローンスターマダニ（Am. americanum）やオーストラリアのマヒマダニなどの特定のマダニからの咬傷は、この炭水化物（α-gal）を被害者に移す可能性があり、哺乳類の肉製品の消費に対するこの遅延アレルギー反応の開発に関与している。鶏肉（家禽）、魚、そしてまれに鹿肉などの赤身の肉は反応を引き起こさないため、α-galアレルギーのある人は厳格な菜食主義者になる必要はない 。
α-galアレルギーは、ヒトがマダニに噛まれる6大陸すべての17か国、特に米国とオーストラリアで報告されている。米国では、中部および南部地域でこのアレルギーが最も頻繁に発生し、マダニの分布に対応している 。ダニが最も蔓延している米国南部では、アレルギー率は他の場所よりも32％高くなっている 。ただし、医師にはα-galアレルギーの患者数を報告する義務がないため、影響を受けた個人の実際の数は不明  。α-galはIx. scapularisの唾液にも存在することが示されているが、Am. maculatumには無い。
α-galに対する典型的なアレルギー反応は、ほとんどの食物アレルギーで典型的な急速な発症とは対照的に、哺乳類の肉製品やカレイ(魚類)の卵の摂取後3〜8時間で発生するという、発症の遅延がある。発症が遅れた後のアレルギー反応は、ほとんどの食物アレルギーと同様であり、特に、重度の全身のかゆみ、じんましん、血管浮腫、胃腸の不調、アナフィラキシーの可能性など、IgEを介したアレルギー反応である 。症例の70％で、反応は呼吸困難を伴い、喘息患者にとって特に有害である。
α-galアレルギーは、アナフィラキシーの遅延の可能性を示した最初の既知の食物アレルギーである。また、タンパク質ではなく炭水化物に関連する最初の既知の食品関連アレルギーでもある。牛乳やゼラチンなど、肉以外でα-galを含む他の哺乳類製品も、アレルギー反応を引き起こす可能性がある。

## 原因

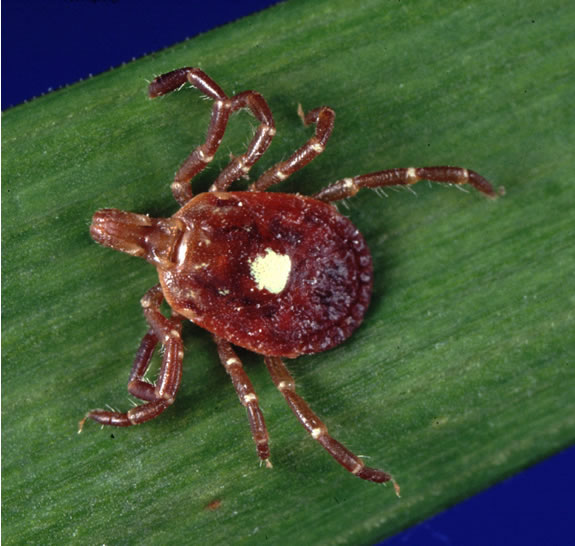
Amblyomma americanum、アレルギーのベクター

α-galアレルギーは、一匹のマダニに噛まれた後に発症し、米国では、欧州ヒマシマメダニ（castor bean tick）、麻痺ダニ（paralysis tick）、トウゴマのダニ、麻痺ダニ、オーストラリアではIxodes (Endopalpiger) australiensis 、日本ではHaemaphysalis longicornis、南アフリカでは現在未知だがおそらくAmblyomma hebraeum原因とされる。α-galは、類人猿、旧世界ザル、ヒトには自然に存在しないが、他のすべての哺乳類には存在する。マダニが他の哺乳類を噛んだ場合、α-galはマダニの消化管に残る。次にダニはα-galをヒトの皮膚に注入し、免疫系が大量のIgE抗体を放出して外来炭水化物と戦うようにする。研究者は、ダニ唾液のどの特定の成分が反応を引き起こすのか、まだ解明していない。
2012年の予備調査では、米国の西部と北中部で予想外に高い割合のα-galアレルギーが発見された。これは、未知のダニ種がアレルギーを広める可能性があることを示唆している。この研究では、ハワイでα-galアレルギーの症例も発見されました。ハワイでは、アレルギーの原因と特定されたダニは生息していない。人的要因も示唆されたが、具体的な例は明らかになっていない。
α-galは、抗がん剤のセツキシマブ、および静脈内輸液の代替品であるポリゲリン（Gelofusine、Haemaccel）に含まれている。ブタの腸に由来する抗凝血剤およびブタの組織に由来する交換用心臓弁にも、α-galが含まれている可能性がある。
α-galアレルギーを持つ男性が心臓弁移植を受けた後にアナフィラキシーを起こした例が、少なくとも1例報告されている。一部の研究者は、外科医が異種移植片に使用するブタの組織のα-galが、臓器拒絶に寄与する可能性があることを示唆している。この問題を解決するため、遺伝子組み換えによってα-galを含まない「GalSafeブタ」が開発され、2020年10月にFDAに承認された。2021年9月には、脳死した54歳の女性患者の体に「遺伝子組み換えしたブタの腎臓」を接続する実験に成功、ブタの臓器を用いた臓器移植の実現可能性が示唆された。

## 機構
最近の研究によると、マダニの唾液にはα-galが含まれており 、唾液は血流に注入される。次に、免疫系はこの外来の糖鎖と戦うためにIgE抗体を放出する。この反応の後、同じα-galを持つ哺乳類の肉を将来摂取することで、アレルギー反応を引き起こす。アレルギー反応の症状は、アレルゲン（この場合はα-gal）を攻撃するIgE抗体が多すぎることが原因である。

## 診断
肉に対するアレルギーの伝統的なプリックテストは、偽陰性の結果を出す可能性がある。α-gal検査に対する特定のIgEの測定は、特定の赤身肉に対するIgE検査と同様に市販されている。セツキシマブを使用した皮膚および好塩基球の活性化試験は、最も感度が高いが、コストが高いため使用が制限される。

## 予後
ほとんどの食物アレルギーとは異なり、人によっては、別のダニに噛まれない限り、時間の経過とともにα-galアレルギーが後退することがある。回復には8か月から5年かかる場合がある。

## 脱感作
これまでのところ、α-galアレルギーの患者に対して行われた脱感作の成功は2例のみ。

## 歴史

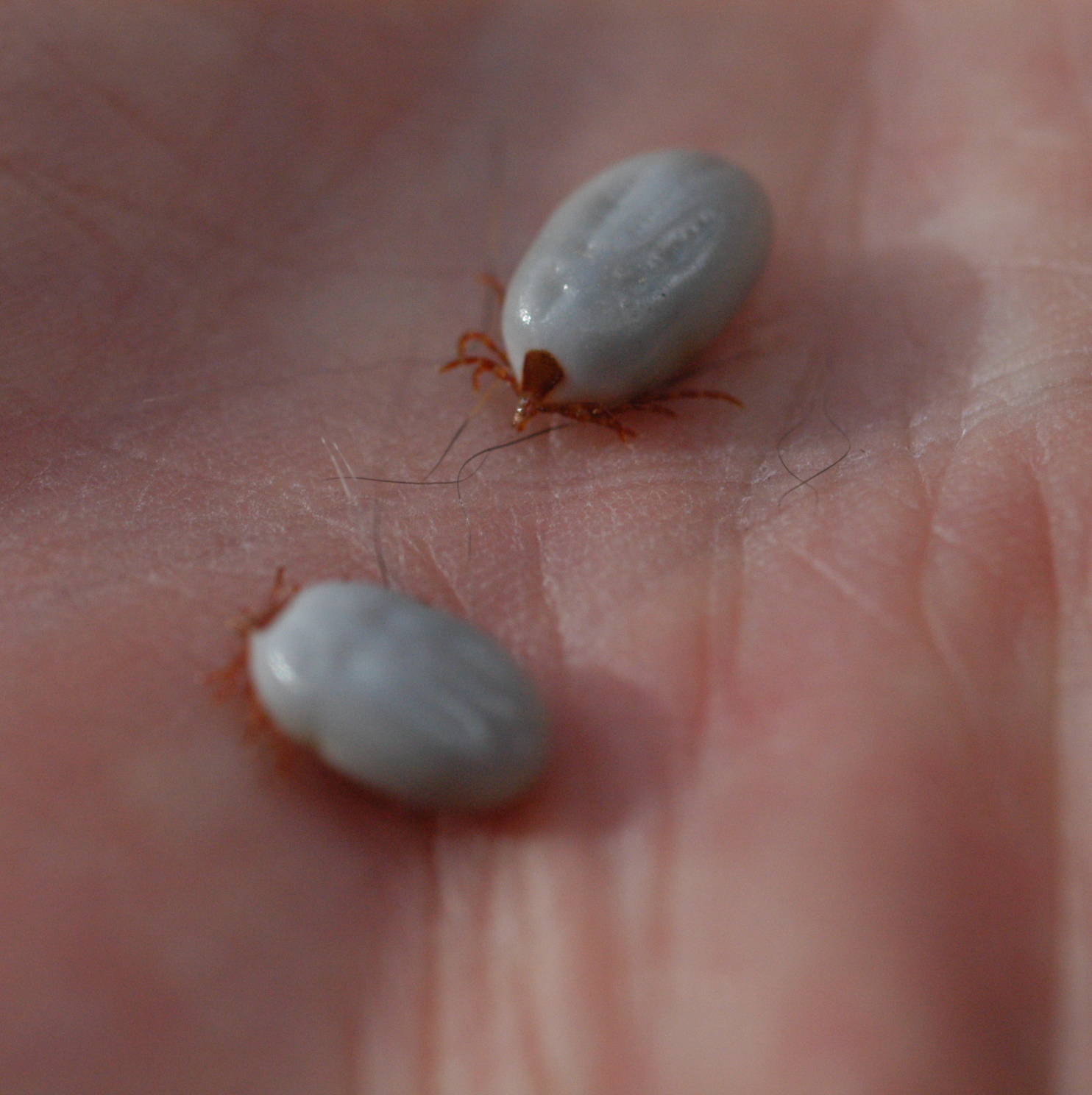
Ixodes holocyclusは、オーストラリアでα-galアレルギーの原因となる可能性が最も高い、硬い殻をもつダニの一種。

このアレルギーは、2002年にThomas Platts-Millsによって、米国でダニに刺されたことに起因するものとして最初に正式に特定され、2007年にオーストラリアのSheryl van Nunenによって独立して特定された。
Platts-MillsとScott Comminsは、なぜ一部の人々が抗がん剤セツキシマブの炭水化物に否定的に反応しているのかを発見しようとしていた。彼らは以前、真菌感染症や寄生虫がアレルギーを引き起こす可能性があるとの仮説を立てていた。Platts-Millsがダニに噛まれてα-galアレルギーを発症したとき、彼のチームはダニの咬傷とアレルギーの間に関連性が存在するという結論に達した。彼らは、哺乳類のオリゴ糖エピトープであるα-galに対するIgE抗体反応が、セツキシマブの静脈内投与後の即時発症アナフィラキシーと、牛肉または豚肉のような哺乳類食品の摂取後3〜6時間の遅延発症アナフィラキシーの両方に関連していることを発見した。
アレルギーを専門とする免疫学者のVan Nunenは、シドニーのダニが発生しやすい地域で臨床研究をしていた時、25人の患者がダニに噛まれた後に赤身の肉にアレルギー反応を示したと報告した。彼女は後に、症例数の比較的突然の増加は、2003年に始まった地元のキツネの餌付けプログラムの結果であると結論付けた。キツネはオーストラリアにもたらされ、地元の先住種であるバンディクート（bandicoot、オニネズミ）個体数を減らしたため、キツネの餌付けプログラムが行われた。しかし、バンディクートがマダニの主要な宿主であることから、その後のバンディクートの個体数増加の予期せぬ影響は、マダニに噛まれて苦しむ人間の数が増加したことであった。
α-galアレルギーは豚肉猫症候群に似てているため、誤認が発生する可能性がある。豚肉猫症候群は通常、即時のアレルギー反応を誘発するが、真のα-galアレルギーは通常、アレルゲン摂取後3〜8時間の遅延アレルギー反応を特徴とする。